# Марцево
Марцево (пол. Marcewo) — село в Польщі, у гміні Слупца Слупецького повіту Великопольського воєводства.
Населення — 121 особа (2011).
У 1975-1998 роках село належало до Конінського воєводства.

## Демографія
Демографічна структура станом на 31 березня 2011 року:
|          | Загалом | Допрацездатний вік | Працездатний вік | Постпрацездатний вік |
| -------- | ------- | ------------------ | ---------------- | -------------------- |
| Чоловіки | 58      | 15                 | 37               | 6                    |
| Жінки    | 63      | 16                 | 35               | 12                   |
| Разом    | 121     | 31                 | 72               | 18                   |